# Gilles Oderigo
Gilles Oderigo, né en 1960 en région parisienne, est un sculpteur français. 

## Biographie
Gilles Oderigo, né en 1960 en région parisienne, est un sculpteur français passionné par de nombreuses formes d'art (peintures, dessins, sculptures…). 
Après des études dans l'audio-visuel et une dizaine d'années d'expérience et la réalisation de quelques courts-métrages, il décide de s'orienter vers la sculpture. Dans un premier temps, il réalise de  nombreuses figurines, en étain et en résine, sur des sujets comme l'Heroic fantasy, Le Seigneur des anneaux, des pièces d'échecs Roi Arthur, des pièces pour Actramac dans les années 1990 etc., cette période dure une vingtaine d'années. 
Il décide ensuite de réaliser ses propres œuvres, il utilise cette fois-ci le bronze pour réalisations dans un univers fantasmagoriques et du règne animal. 
Depuis 1994, il fait partie de l'association des artistes des arts visuels « Maison des Artistes »,.

## Hommage
La commune du Touquet-Paris-Plage, qui a accueilli les œuvres de Gilles Oderigo, lui rend hommage en apposant une plaque, avec la signature et les empreintes des mains de l'artiste, sur le sol du jardin des Arts.

## Expositions et récompenses
- 2018 : Le Touquet-Paris-Plage, du 14 au 16 décembre
- 2014 : Pièces exposées à la galerie Françoise Chap’art, Pau
- 2014 : Saint-Germain-les-Corbeil
- 2014 : Mennecy grand format (hors-compétition)
- 2014 : Saint witz
- 2013 : Salon « grand format » de Mennecy, prix de la sculpture
- 2013 : Sélectionné au salon d’art animalier de Bry sur Marne
- 2012 : Chatou – grand marché d’art contemporain
- 2012 : Exposition en binôme avec l’artiste peintre Blandine Roth du 29 mai au 10 juin durant la manifestation « éclats d’arts » de Meaux
- 2011 : Salon des Beaux Arts de Coye la Forêt, prix de la sculpture[1]